# Дуб пильчатый
Дуб пильчатый (лат. Quercus serrata) — листопадное дерево семейства Буковые (Fagaceae). Распространен в Юго-Восточной и восточной частях Азии.

## Ботаническое описание
Дерево до 25 м высотой. Женские соцветия 1,5–3 см. Кора серая или тёмно-красновато-коричневая, слегка продольно бороздчатая. Молодые побеги безволосые. Листья 7–17×3–9 см, узко-овальные эллиптические, кожистые; верхушка заостренная; основание клиновидное или слегка закругленное; край зубчатый, железистый; густо волосистые, когда молодые, становясь голыми, субсидячими или с короткой ножкой (до 3 см). Жёлудь длиной 1,7–2 см, яйцевидный или субшалистый, закрытый на 1/4–1/3 чашечкой; созревает через 1 год.
Период цветения: март–апрель; период плодоношения: сентябрь–октябрь.

## Среда обитания
Распространен в юго-восточной и восточной частях Азии (Китай, Япония, Северная и Южная Корея, Тайвань, Ассам).
Q. serrata является характерным членом листопадных горных лесов. К его средам обитания относятся горные, листопадно-вечнозелёные, тёплые умеренные леса. Высота обитания: 100–2000 м н.у.м.

## Использование
Используется для дров и строительных материалов, включая сельскохозяйственное оборудование, здания, бочки и ящики. Древесина может использоваться для выращивания грибов и имеет особое значение для выращивания грибов шиитаке.